# Jose Baxter
Jose Baxter (Liverpool, 1992. február 7. –) angol labdarúgó, aki jelenleg a Memphis 901-ben játszik. Középpályásként és csatárként is bevethető.

## Pályafutása

### Everton
Baxter 6 éves korában került az Everton ifiakadémiájára. 2008-ban kezdett a felnőttekkel edzeni, és elkísérte a csapatot svájci, illetve Egyesült Államokbeli túrájára. A 2008/09-es szezon első meccsén, a Blackburn Rovers ellen mutatkozott be az első csapatban. Mindössze 16 éves és 191 napos volt, ezzel ő lett az Everton legfiatalabb játékosa.
Ray Hall, a liverpooliak ifiedzője azt mondta, Baxterben minden megvan ahhoz, hogy olyan remek játékos váljon belőle, mint Wayne Rooney. Nem sokkal később, a West Bromwich Albion ellen kezdőként léphetett pályára. 2009 márciusában egy új, két és fél évre szóló szerződést kapott csapatától.

## Válogatott
Baxter tagja volt az U16-os és U17-es angol válogatottnak is. Részt vett a 2009-es U17-es Eb-n is, ahol két meccsen játszott, a harmadikat eltiltása miatt ki kellett hagynia.

## Külső hivatkozások
- Jose Baxter pályafutásának statisztikái a Soccerbase oldalon (angolul)

- Jose Baxter a MySpace-en
- Jose Baxter adatlapja az Everton honlapján

## Fordítás
- Ez a szócikk részben vagy egészben  a   Jose Baxter című angol Wikipédia-szócikk fordításán alapul.  Az eredeti cikk szerkesztőit annak laptörténete sorolja fel. Ez a jelzés csupán a megfogalmazás eredetét és a szerzői jogokat jelzi, nem szolgál a cikkben szereplő információk forrásmegjelöléseként.